# IGES

Logo del progetto IGES dal National Institute of Standards and Technology

Initial Graphics Exchange Specification (IGES) (pronunciato eye-jess) definisce un formato dati neutrale che consente lo scambio di dati, file grafici e informazioni tra sistemi CAD.
Il significato ufficiale dell'acronimo IGES è Digital Representation for Communication of Product Definition Data,  pubblicato la prima volta nel gennaio 1980 dall'U.S. National Bureau of Standards, (ora National Institute of Standards and Technology, come NBSIR 80-1978. Molti documenti (come le prime versioni del Defense Standards MIL-PRF-28000 e MIL-STD-1840) si sono riferiti all'American Society of Mechanical Engineers (ASME) Y14.26M, e alla definizione del comitato ANSI che approvò l'IGES Versione 1.0.
Usando IGES, gli utilizzatori di programmi CAD possono scambiarsi i dati del modello prodotto in forma di diagramma del circuito modello wireframe, modelli liberi di superfici o modellazione solida 3D o rappresentazioni arti grafiche. Le applicazioni supportate da IGES includono i tradizionali CAD, CAM, CAE, modelli per l'analisi, e altre funzioni per la fabbricazione.

## Premessa
Nella progettazione e nella fabbricazione molti sistemi sono usati per gestire i dati tecnici dei prodotti. Ogni sistema ha i suoi propri formati di dati, cosicché la stessa informazione deve essere introdotta numerose volte in molteplici sistemi, portando ad eccessi e ad errori. Il problema non riguarda solo la fabbricazione, ma in questo caso è ancora più delicato, dato che la tridimensionalità aumenta la possibilità di errori ed equivoci tra gli operatori. L'Istituto Americano di Norme (National Institute of Standards) ha stimato l'incompatibilità di dati per un valore di 90 miliardi di dollari nell'industria di fabbricazione. Nel corso degli anni sono state proposte molte soluzioni.  Quelle che hanno avuto maggior successo sono state le norme per lo scambio dei dati.  Le prime norme erano nazionali ed erano incentrate sullo scambio dei dati geometrici. Esse includevano il SET in Francia, il VDAFS in Germania e la Descrizione di Scambio di Grafica Iniziale (IGES) negli Stati Uniti di America.  Inoltre, un grande contributo è stato dato dall'Organizzazione di Norme Internazionale (ISO)  per unificare le norme in uno standard internazionale

## Storia

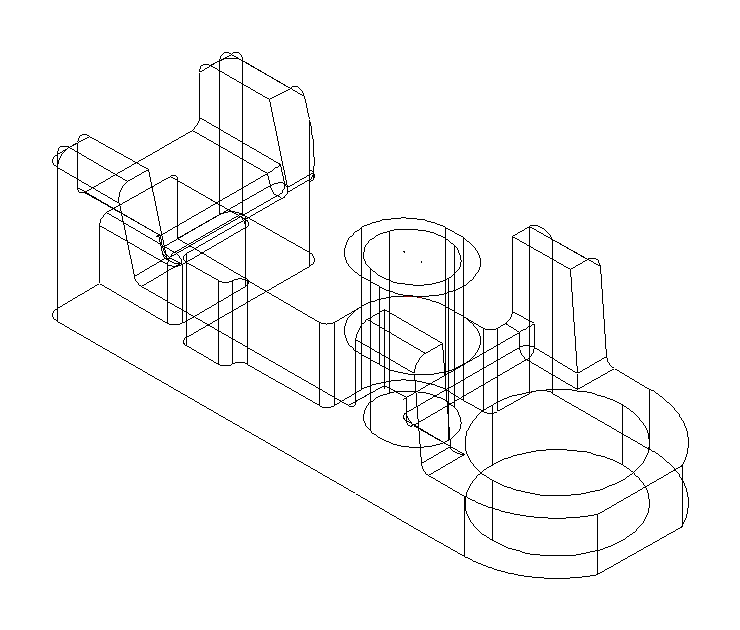
File IGES utilizzato come test per dimostrare l'interoperabilità tra i fornitori (AUTOFACT-6 ad Anaheim, California, 1983)

Il progetto IGES cominciò nel 1979 per opera di gruppi che usavano e vendevano CAD, tra i quali Boeing, General Electric, Xerox, Computervision e Applicon, col supporto del National Bureau of Standards (conosciuto ora come NIST) e l'U.S. Department of Defense (DoD). Il nome è stato scelto con cura per evitare qualsiasi riferimento a un database standard in grado di competere con i database proprietarie poi utilizzati da diversi venditori CAD.
Sin dal 1988, l'U.S. Department of Defense ha richiesto che tutte le informazioni digitali (in formato elettronico) sulla fabbricazione di prodotti (Computer-Aided Engineering), relative ai contratti per armamenti (CAD, diagrammi), venissero pubblicati in formato elettronico, specificamente in formato IGES. Come conseguenza qualsiasi venditore di software CAx che volesse commercializzare il proprio prodotto a sub-fornitori del Dipartimento della Difesa e ai loro partner doveva supportare il formato file IGES sia in importazione che esportazione.
Come standard ANSI sin dal 1980, IGES ha generato dati sufficienti per riempire capannoni pieni di nastri magnetici e CD-ROM contenenti informazioni digitali sul Processo di produzione industriale per l'Industria automobilistica, aerospaziale, cantieristica così come per sistemi d'arma come il missile Trident, sistemi di guida per tutta la portaerei. Queste parti di modello possono essere utilizzate anni dopo la fornitura del progetto originale dopo che il fornitore ha cessato l'attività. I file IGES forniscono un modo per accedere ora a questi dati decenni dopo. Oggi i plugin viewers per i Web browser consentono ai file IGES creati più di 20 anni fa di essere visti da chiunque nel mondo.
Dopo la release iniziale di STEP (ISO 10303) nel 1994, l'interesse in ulteriori sviluppi di IGES declinò, e la versione 5.3 (1996) è stata l'ultimo standard pubblicato. Un decennio dopo, STEP deve ancora mantenere la promessa di sostituire IGES, che rimane lo standard più usato per il metodo CAx, cioè l'uso della tecnologia informatica per aiutare nella progettazione, l'analisi e la fabbricazione dei prodotti e per la relativa interoperabilità dei software.

## Formato file
Un file IGES è composto da 80-caratteri ASCII per records, una lunghezza record derivato dall'era delle schede perforate. Le stringhe di testo sono rappresentati in formato "Hollerith", il numero di caratteri nella stringa, seguito dalla lettera 'H, seguito dalla stringa di testo per esempio., "4HSLOT" (Questo è il formato stringa di testo usato nelle prime versioni del linguaggio Fortran). I primi traduttori IGES avevano problemi con i mainframe computer di IBM perché i mainframes utilizzano la codifica EBCDIC per il testo, e qualche traduttore EBCDIC-ASCII ha l'effetto o di sostituire il carattere errato, o di sostituire non correttamente il bit di parità, causando errori di lettura.
Questo è un piccolissimo file IGES del 1987, contenente soltanto due entità POINT (Type 116), due CIRCULAR ARC (Type 100), e due LINE (Type 110). Esso rappresenta uno slot (un foro di uscita), con i punti centrali dei due semicerchi che formano l'estremità della scanalatura, e le due linee che formano i lati.
```
                                                                        S      1
1H,,1H;,4HSLOT,37H$1$DUA2:[IGESLIB.BDRAFT.B2I]SLOT.IGS;,                G      1
17HBravo3 BravoDRAFT,31HBravo3->IGES V3.002 (02-Oct-87),32,38,6,38,15,  G      2
4HSLOT,1.,1,4HINCH,8,0.08,13H871006.192927,1.E-06,6.,                   G      3
31HD. A. Harrod, Tel. 313/995-6333,24HAPPLICON - Ann Arbor, MI,4,0;     G      4
     116       1       0       1       0       0       0       0       1D      1
     116       1       5       1       0                               0D      2
     116       2       0       1       0       0       0       0       1D      3
     116       1       5       1       0                               0D      4
     100       3       0       1       0       0       0       0       1D      5
     100       1       2       1       0                               0D      6
     100       4       0       1       0       0       0       0       1D      7
     100       1       2       1       0                               0D      8
     110       5       0       1       0       0       0       0       1D      9
     110       1       3       1       0                               0D     10
     110       6       0       1       0       0       0       0       1D     11
     110       1       3       1       0                               0D     12
116,0.,0.,0.,0,0,0;                                                    1P      1
116,5.,0.,0.,0,0,0;                                                    3P      2
100,0.,0.,0.,0.,1.,0.,-1.,0,0;                                         5P      3
100,0.,5.,0.,5.,-1.,5.,1.,0,0;                                         7P      4
110,0.,-1.,0.,5.,-1.,0.,0,0;                                           9P      5
110,0.,1.,0.,5.,1.,0.,0,0;                                            11P      6
S      1G      4D     12P      6                                        T      1

```

Il file è diviso in 5 Sections, indicate dai caratteri (S, G, D, P, or T) in colonna 73. Le caratteristiche e le informazioni geometriche per ogni entità sono divise tra due sezioni; una in due record, in formato di lunghezza fissa (la Directory Entry, o DE Section), l'altra in record multipli, in formato delimitato da virgola (il Parameter Data, o PD Section).
Quando visualizzata, l'utente dovrebbe vedere due punti gialli (difficili da vedere su uno sfondo bianco, ma molti sistemi CAD usano uno sfondo nero), uno situato all'origine del modello spaziale [0,0,0], due archi circolari rossi, e due linee verdi.

## Uno Standard ricorrente
Una delle caratteristiche uniche della norma IGES è che è stato il primo Standard ANSI da documentare usandolo. Dalla versione 4.0, tutte le illustrazioni tecniche per la versione stampata della norma sono stati generati da file IGES. Il sistema software di  composizione tipografica (LaTeX) integra le immagini raster generate dai file IGES nei file  PostScript inviati alle stampanti laser jet, così il testo e le immagini sono stampate sulla stessa pagina per un uso successivo come copia pronta per pubblicazioni commerciali. A partire dalla versione IGES 5.2, questo è il modo in cui la norma è stata generata, e la Versione 5.3 (la più recente versione approvata dall'ANSI) è disponibile come documento PDF.
Molte delle illustrazioni (tutte conformi al Defense Department's MIL-D-28000 Engineering Drawings Subset of IGES, sezione Disegni Tecnici con IGES del Dipartimento della Difesa) utilizzano le entità che essi descrivono; per es., l'illustrazione delle LEADER (ARROW) ENTITY (Type 214) può essere usata come caso studio per gli implementatori delle traduzioni, in quanto contiene tutti i 12 stili di intestazione definiti dallo standard. Questo esempio di file WYSIWYG può essere distinto dall'iniziale "F" e finale "X" nel nome del file (come vedi "f214x.igs"), e questa libreria si chiama X-files IGES  (IGES X-files) dai membri della IGES community.
Questa è una delle figure di esempio, Figura 2 da Appendix A ( fmeparte.igs Archiviato il 28 febbraio 2010 in Internet Archive.), che compare in ogni versione di IGES sin dalla Versione 3.0. Usa linee, angoli e dimensioni quotate, nonché esempi di entrambi gli archi conici e circolari. Di solito è la prima parte utilizzata durante il test dei traduttori IGES, perché la norma standard definisce la rappresentazione di quello che dovrebbe apparire.

## Evoluzione e confronto dei formati
Nonostante STEP abbia avuto molto successo, rimane ancora il problema della velocità dello sviluppo e dell'impiego.  Molti critici mettono in evidenza che gli standard XML per il commercio su Internet si stanno sviluppando molto più velocemente.
Fondamentalmente, i dati dei prodotti sono molto diversi dai dati del commercio su internet come anticipi, saldi ecc.  Il metodo tradizionale per comunicare le informazioni sui dati dei prodotti è creare un abbozzo ma, per comunicare un anticipo, il metodo tradizionale è creare un modello. Le informazioni degli abbozzi sono molto più complicate e articolate, è ciò rende STEP molto più difficile da sviluppare.
È in corso lo sviluppo di un formato XML per condividere con STEP i dati dei prodotti.  Ma STEP divide i dati originali in entità multiple che non sono facili da capire per XML o per qualunque altro formato. L'obiettivo finale è che STEP crei automaticamente un documento XML.
Ogni protocollo di applicazione include un diagramma che descriva le funzioni che un ingegnere deve tener conto per perseguire il suo scopo e un modello di requisito di Applicazione che descriva le informazioni richieste da tali attività.
Questi richieste di informazioni vengono poi inserite in una serie comune di risorse integrate e il risultato è un modello di scambio di dati adatti allo scopo.  L'obiettivo ultimo di Step è spiegare l'intero ciclo vitale di ogni tipo di prodotto, dalla progettazione concettuale al risultato finale. In ogni caso, ci vorranno degli anni prima che questo obiettivo venga raggiunto.
il vantaggio più tangibile per chi usa Step è l'abilità di scambiare dati di progetto come modelli solidi o modelli solidi articolati.  Altri standard per lo scambio dei dati, come la più nuova versione di IGES, supportano lo scambio di materiali solidi, sebbene in minor parte secondo www.steptools.com.